# حنيفية في الاسلام
حنيفية هي احد اسماء دين الاسلام حيثه ان دين الاسلام له اسماء عدة مثل دين التوحيد ودين الله ودين الانبياء والمرسلين, فا حنيفية هي الاسلام كما دل القران الكريم ﷽ ﴿مَا كَانَ إِبْرَاهِيمُ يَهُودِيًّا وَلَا نَصْرَانِيًّا وَلَٰكِن كَانَ حَنِيفًا مُّسْلِمًا وَمَا كَانَ مِنَ الْمُشْرِكِينَ﴾ سورة ال عمران۝٦٧ وفي السنة النبوية قال النبي محمد صلى الله عليه وسلم - إنَّا معاشرَ الأنبياءِ دينُنا واحدٌ ، والأنبياءٌ أخوةٌ لعلَّاتٍ ، وإنَّ أوْلَى النَّاسِ بابنِ مريمَ لأنا ، إنَّه ليس بيني وبينهُ نبيٌّ روى ابن أبي حاتم بإسناده المعروف عن عثمان بن عطاء [ ص: 181 ] الخراساني عن أبيه في قوله : حنيفا مسلما قال : مخلصا مسلما وقال الأخفش: الحنيف، المسلم.

## الحنفاء وقبل بعثة رسول الله محمد
اصبحت كلمة الحنفاء مصطلح يطلق على مسلمين قبل بعثة خاتم الانبياء والمرسلين والنبي محمد صلى الله عليه وسلم قبل نزول الوحي كان مسلما متبع النبي ابراهيم عليه صلوات الله وسلام

## اسماء حنفاء
1. صرمة بن أبي أنس
2. وكيع بن زهير الإيادي
3. قس بن ساعدة الإيادي[3]
4. عامر بن الظرب العدواني
5. ورقة بن نوفل
6. علاف بن شهاب التميمي
7. زيد بن عمرو بن نفيل
8. المتلمس بن أمية الكناني
9. أمية بن أبي الصلت
10. زهير بن أبي سلمى
11. أرباب بن رئاب
12. عبد الله القضاعي
13. عمير بن جندب الجهني
14. عبيد بن الأبرص
15. عدي بن زيد العبادي
16. كعب بن لؤي بن غالب[4]